# Tentyria grossa
Tentyria grossa es una especie de escarabajo del género Tentyria, tribu Tentyriini, familia Tenebrionidae. Fue descrita científicamente por Besser en 1832.
Se mantiene activa durante los meses de marzo, abril, mayo, junio, julio, agosto y septiembre.

## Descripción
Mide 21 milímetros de longitud.

## Distribución y hábitat
Se distribuye por Italia, España, Grecia, Malta y Túnez. También se encuentra en Argelia y Marruecos. Habita comúnmente debajo de piedras.